# Бархордари, Мехран
Мехран Бархордари (перс. مهران برخورداری‎; род. 26 июля 2000, Казвин) — иранский тхэквондист, член сборной Ирана. Серебряный призёр летних Олимпийских игр 2024 года, призёр чемпионата мира 2023 года и чемпионата Азии 2024 года, бронзовый призёр летних Азиатских игр. Участник летних Олимпийских игр 2024 года в Париже.

## Карьера
Мехран Бархордари родился 26 июля 2000 года в Казвине, в Иране.
В 2022 году на чемпионате мира в Гвадалахаре, в категории до 80 кг, завоевал бронзовую медаль. В схватке за место в финале уступил корейскому спортсмену.
В 2023 году на Азиатских играх в Китае в категории до 80 кг завоевал бронзовую медаль.
В 2024 году на чемпионате Азии во Вьетнаме стал серебряным призёром в весовой категории до 87 кг. В финале уступил своему соотечественнику Мохаммаду Хуссейну Яздани.
На летних Олимпийских играх в 2024 году в Париже, в категории до 80 кг завоевал серебряную медаль, в финале уступил сопернику из Туниса Фирасу Катусси.